# Léon Minkus

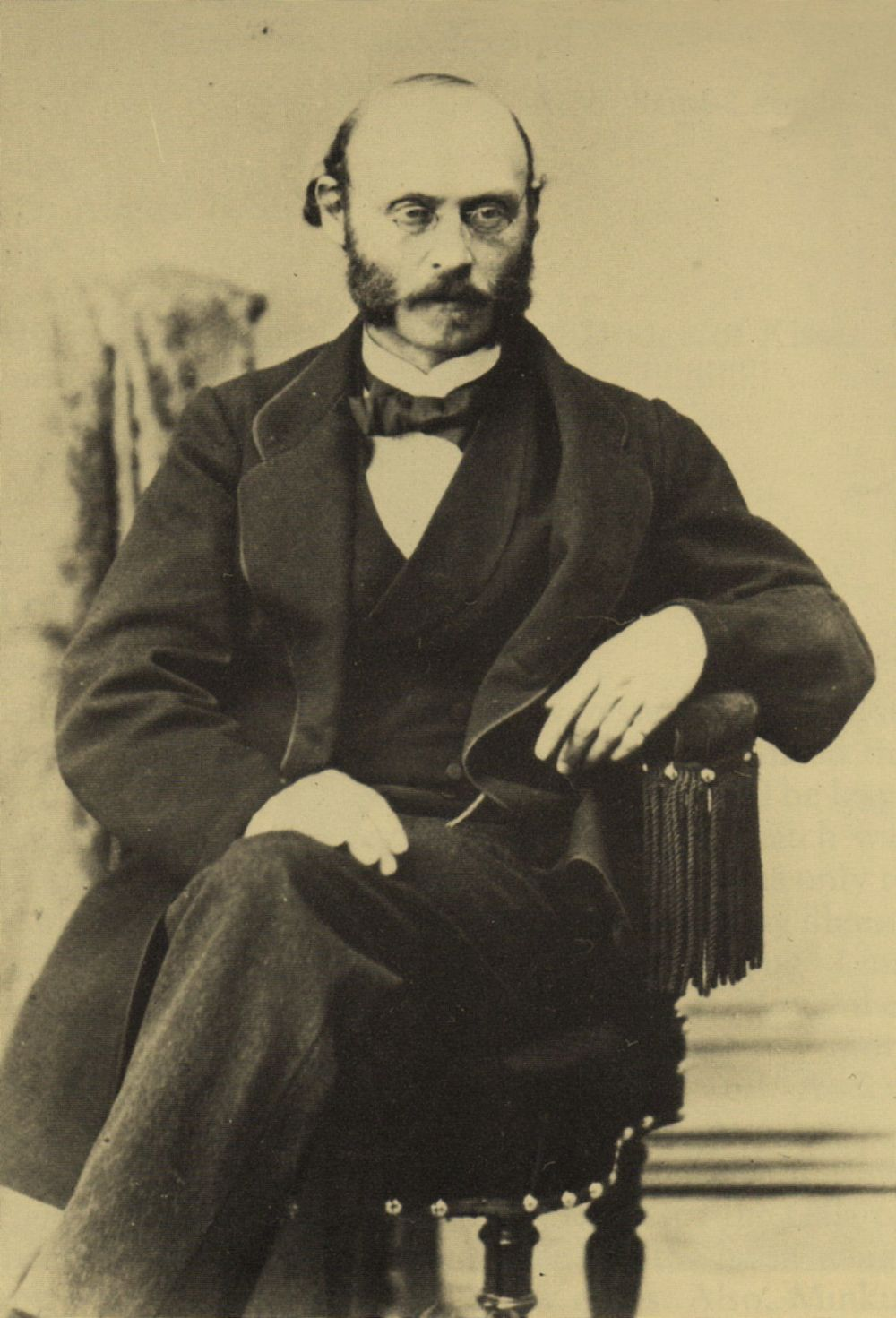
Léon (Ludwig) Minkus. Foto von Bruno Braquehais, Paris, um 1865

Léon Minkus, eigentlich Aloysius Bernhard Philipp Minkus (auch: Ludwig Alois Minkus, Ludwig Fjodorowitsch Minkus oder (französisch) Minkous; * 23. März 1826 in Wien, Kaisertum Österreich; † 7. Dezember 1917 ebenda) war ein österreichisch-ungarischer Ballettkomponist, Violinist, Kapellmeister und Pädagoge, der vor allem in Russland wirkte.

## Leben
Über Léon Minkus war lange Zeit nur wenig bekannt und seine biografischen Daten – einschließlich des Geburts- und Sterbeortes – waren umstritten. So wurde noch bis vor relativ kurzer Zeit von einigen vermutet, dass er erst um 1840 geboren und schon um 1890 gestorben sei.

Mittlerweile weiß man, dass Minkus am 23. März 1826 in Wien zur Welt kam. Sein Vater Theodor Johann Minkus (* 1795) stammte aus Groß-Meseritsch in Mähren und seine Mutter Maria Franziska Heimann (* 1807) aus Pest in Ungarn. Seine Eltern konvertierten kurz vor ihrer Heirat und vor ihrem Umzug nach Wien vom Judentum zum Katholizismus. Sein jüngerer Bruder Eugen Minkus (1841, Wien–1923, Wien) war später Direktor sowie Präsident der Wiener Union-Bank und wurde 1915 nobilitiert.
Minkus’ Vater war Weinhändler und Inhaber eines Restaurants, zu dem auch eine typische Wiener Tanzmusikkapelle gehörte. Minkus bekam mit 4 Jahren seinen ersten Violin-Unterricht und spielte mit 8 Jahren sein erstes öffentliches Konzert – er galt als Wunderkind. Von 1838 bis 1842 erhielt er Unterricht bei der Gesellschaft der Musikfreunde und begann früh zu komponieren. 1846 wurden erste 5 Stücke für Violine von ihm veröffentlicht.
Über sein Leben zwischen 1842 und 1852 ist wenig bekannt, außer dass er auf Reisen bis nach Deutschland, Frankreich und England herumkam. In Wien soll Minkus eine Tanzkapelle geleitet haben, ähnlich derjenigen des jungen Johann Strauss Sohn.
1852 wurde er leitender Geiger am Wiener Hoforchester, doch bereits ein Jahr später emigrierte er nach Sankt Petersburg, wo er von 1853 bis 1855 Orchesterchef und Violinsolist des aus Leibeigenen zusammengesetzten Orchesters von Fürst Nikolai Jussupow (1827–1891) wurde.

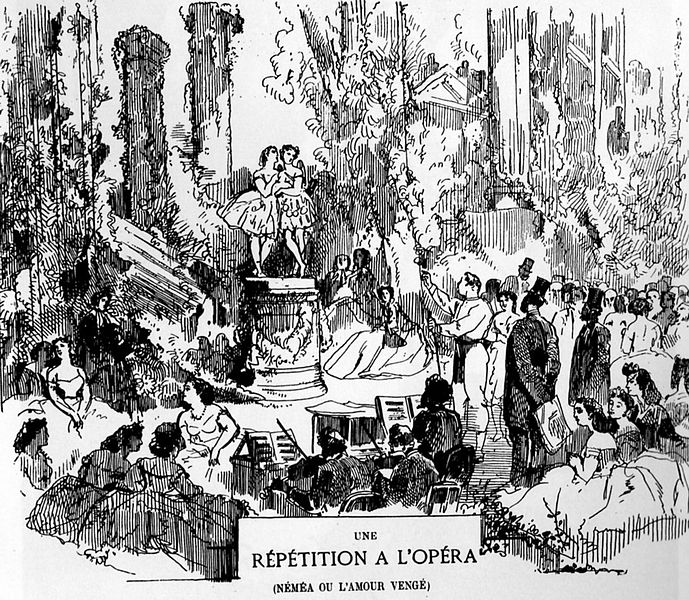
Eine Probe zu Minkus’ und Saint-Léons Néméa an der Pariser Oper, 1864

1855 heiratete Minkus in der Sankt-Katharinenkirche in Sankt Petersburg die gebürtige Wienerin Maria Antoinette Schwarz (* 1838).
Von 1856 bis 1861 hatte Minkus eine Stelle als erster Geiger im Moskauer Bolschoi-Theater, ab 1861 war er Konzertmeister.
Er stieg außerdem zum Leiter und führenden Geiger im Orchester des Italienischen Operntheaters auf. 1864 wurde er zum „Inspektor der kaiserlichen Theater Orchester“ in Moskau erhoben. Gleichzeitig unterrichtete er als Professor für Violine am neu eröffneten Konservatorium von Moskau.
Seine wahrscheinlich erste Ballettmusik, L′Union de Thétis et Pélée, wurde 1857 im Jussupow-Palast uraufgeführt.
1862 schrieb er für das Bolschoi-Theater den Ballett-Einakter Deux jours en Venise (Zwei Tage in Venedig).
In der Folge begann eine fruchtbare Zusammenarbeit mit dem bedeutenden Choreografen Arthur Saint-Léon, der seit 1860 erster Ballettmeister der kaiserlichen Theater in Russland war. 1863 komponierte Minkus die Musik zu Saint-Léons dreiaktigem Ballett La Flamme d′amour, ou La Salamandre, das ein großer Erfolg wurde und 1864 auch in Sankt Petersburg (als Fiammetta, ou L′amour du Diable) gezeigt wurde. In einer gekürzten Version brachte Saint-Léon es im Sommer desselben Jahres – diesmal unter dem neuen Namen Néméa, ou L′Amour vengé – auch in Paris auf die Bühne. Minkus’ Musik wurde sehr gelobt, unter anderem von Théophile Gautier, der sie „eingängig und verträumt“ nannte und die „geistsprühenden Melodien und ansteckenden Rhythmen“ hervorhob. Néméa erlebte allein in Paris 53 Vorstellungen bis 1871 und wurde 1868 auch in Triest aufgeführt (als La Nascita della Fiamma d′Amore).
Für die Pariser Oper komponierte Minkus 1866 etwa die Hälfte der Musik zu Saint-Léons Ballett La Source (Die Quelle); den übrigen Teil der Partitur verfasste der junge Léo Delibes. Das Ballett erreichte 73 Vorstellungen bis 1876.

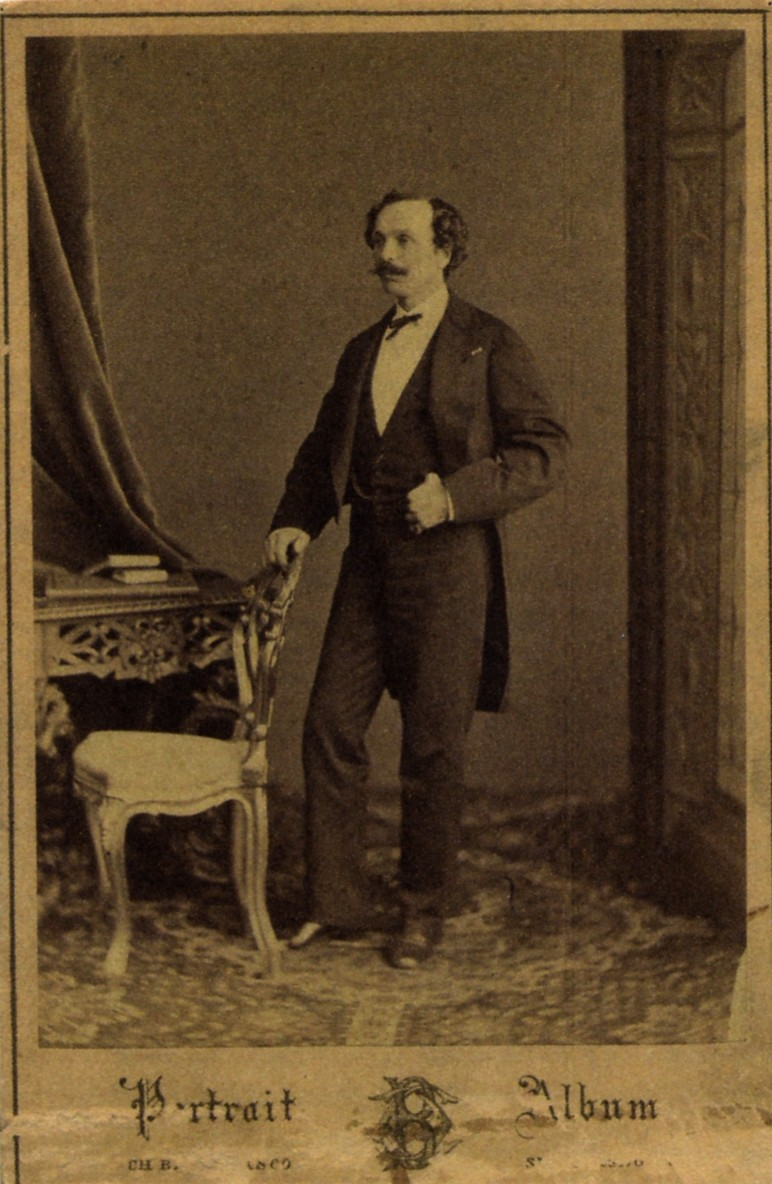
Marius Petipa, 1870

Zurück in Russland arbeitete Minkus weiterhin mit Saint-Léon zusammen, bis zu dessen Entlassung im Jahr 1869. Unter den dabei entstandenen Balletten war der auf einem russischen Märchen basierende Einakter Le Poisson d’or (Der goldene Fisch) für die Hochzeit des Zarewitsch Alexander Alexandrowitsch mit Prinzessin Dagmar von Dänemark (UA am 1. Dezember/20. November 1866 in Schloss Peterhof).
Mit dem bis heute erfolgreichen Don Quixote für das Moskauer Bolschoi-Ballett begann 1869 die Zusammenarbeit von Minkus und Marius Petipa. Die Uraufführung war ein großer Erfolg und brachte ihm die Stelle des offiziellen Komponisten des Kaiserlichen Russischen Balletts ein, als Nachfolger des Italieners Cesare Pugni, der 1870 im Alter von 68 Jahren verstarb.
In dieser Position verfasste Minkus für Petipa zahlreiche erfolgreiche Kompositionen wie besonders die 1877 entstandene La Bayadère, die als sein Meisterwerk gilt.
Während all dieser Zeit betätigte sich Minkus auch weiterhin professionell als Geiger und spielte beispielsweise den Part der 2. Violine in der Moskauer Uraufführung von Tschaikowskys Streichquartett op. 11 Nr. 1 in D-Dur (am 28. März 1871).
Im Jahr 1883 zur Krönung von Alexander III. – der als „Ballettomane“ bekannt war – schrieb Minkus den Ballett-Einakter Nuit et Jour (Nacht und Tag), für den ihm der Zar den Orden des Heiligen Stanislaus verlieh, weil Minkus ” … als Ballettkomponist die Vollkommenheit erreicht” habe.
Minkus schrieb auf Wunsch von Petipa auch Ergänzungen zu bestehenden Ballettmusiken, wie etwa zu Adolphe Adams Giselle und zu Deldevez’ Paquita (1881).
Zur Einweihung des Mariinski-Theaters am 21. Februar/9. Februar 1886 wurde Les Pilules magiques („Die Zauberpillen“) uraufgeführt, eine Mischung aus Ballett, Komödie und Gesang im Vaudeville-Stil. Minkus komponierte die Musik zu den drei Ballett-Tableaus von Petipa, mit Nationaltänzen im belgischen, englischen, spanischen und russischen Stil. Das Ganze wurde von Publikum und Kritikern sehr bewundert.

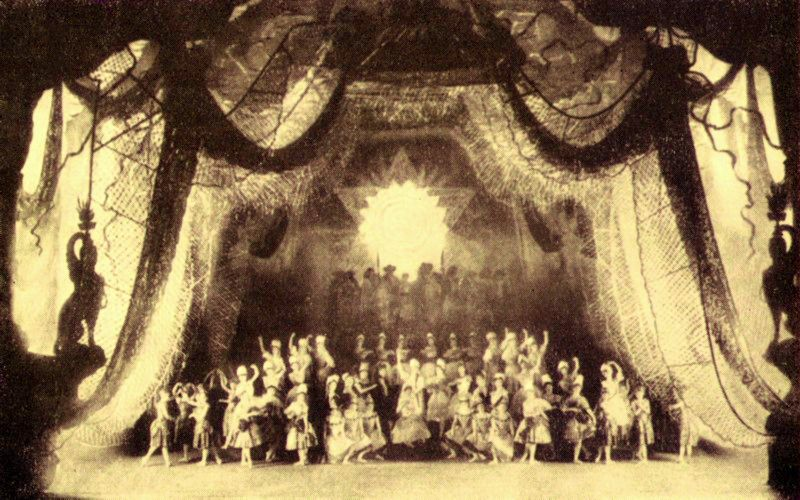
Szenenfoto vom „Königreich der Spitzen“ in Les Pillules magiques, 1886

Das letzte Werk, das Minkus als offizieller Komponist des kaiserlichen Balletts schuf, war Les Offrandes à l’Amour (Die Opfer für Amor), das seine Premiere am 3. August/22. Juli 1886 im Mariinski-Theater erlebte. Es wurde von der damaligen Kritik als Meisterwerk gepriesen, ist aber heute vergessen. Zu seinem offiziellen Abschied gab man am 21. November/9. November 1886 eine Benefiz-Vorstellung zu seinen Gunsten. Der Posten eines Ballettkomponisten des kaiserlichen Balletts wurde nach Minkus’ Pensionierung nicht mehr vergeben, stattdessen wurden die neuen Ballettmusiken danach immer abwechselnd von verschiedenen Komponisten geschrieben.
Im Februar 1891 brachte Petipa sein Ballett Kalkabrino heraus, dessen Musik traditionell Minkus zugeschrieben wird; einige Forscher halten es allerdings für zweifelhaft, dass es sich um eine neue Partitur des Komponisten handelte.
Im Sommer 1891 kehrten Minkus und seine Frau zurück in ihre Heimatstadt Wien, wo sie von einer bescheidenen Pension der russischen Regierung lebten, anfangs in einer Wohnung seines Freundes, des Pianisten Theodor Leschetitzky, in der Karl-Ludwig-Straße und später in der Gentzgasse. Nach dem Tode seiner Frau im Jahr 1895 lebte er allein und als ihm nach Ausbruch des Ersten Weltkrieges seine russische Rente gestrichen wurde, geriet er in große finanzielle Bedrängnis.
Minkus starb 1917 im Alter von 91 Jahren in Wien an einer Lungenentzündung und wurde auf dem Döblinger Friedhof begraben.
Lange Zeit glaubte man, dass seine sterblichen Überreste im Jahr 1939 exhumiert und in ein anonymes Massengrab transferiert wurden, als die nationalsozialistische Regierung unter Hitler Grabstätten von Personen jüdischer Herkunft beseitigen ließ. Nach neueren Forschungen wurde jedoch der Name auf Minkus’ Grab rechtzeitig geändert, um es zu schützen; folglich soll die letzte Ruhestätte des Komponisten also doch erhalten sein.

## Einordnung und Musikalischer Stil

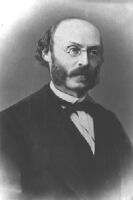
Léon Minkus, 1885

Minkus ist noch heute (2020) einer der bekanntesten Ballettkomponisten des 19. Jahrhunderts, trotzdem sind nur wenige Werke von ihm bekannt: die Ballettmusik zu dem buffonesken und extravertierten Don Quixote (1869/70) mit vielen Anklängen an spanische Tänze und Volksmusik; die sehr tragische La Bayadère (1877), die als ganzes Ballett außerhalb Russlands erst ab 1980 bekannt wurde; die Hälfte der selten gespielten La Source (1866) und die ebenfalls spanisch angehauchten Einlagen zu Paquita (1882). Seine Partitur zu Don Quixote ist später stark verändert worden, Nummern wurden gekürzt, gestrichen oder umgestellt, und nicht nur in Russland wird sie heute normalerweise in einer durch zahlreiche Einlagen späterer Komponisten überfremdeten Version dargeboten, wodurch stilistische Brüche entstehen, besonders bei Kompositionen im relativ dissonanten sowjetrussischen Stil des 20. Jahrhunderts. Die Partitur von Don Quixote im Originalzustand hat folglich noch kein lebender Mensch (2020) je gehört. Sogar Minkus’ berühmter Grand Pas für Paquita wurde später durch 4 bis 5 Variationen anderer Komponisten ergänzt und verlängert, und unter den extrem wenigen Einspielungen des Grand Pas ist diejenige mit Richard Bonynge und dem English Chamber Orchestra (1988, Decca) ein Arrangement (von John Lanchbery ?) in einem amerikanischen Hollywood-Stil (mit teilweise veränderten Harmonien, zusätzlichen Stimmen u. ä.). Die nie veröffentlichte Orchesterpartitur von La Bayadère ist erst 2002 von Sergei Vikharev und Pavel Guerchenzon in den Archiven des Mariinski-Balletts aufgefunden worden. Zuvor wurde das Ballett zumindest im Westen in einem Arrangement und einer Orchestrierung (und Ergänzung ?) von John Lanchbery aufgeführt, die auch 1993 von Richard Bonynge eingespielt wurde. Nicht nur in Russland wird La Bayadère außerdem oft (oder meist) in einer völlig veränderten Version ohne den ursprünglichen 4. Akt aufgeführt. Die wahrscheinlich vollständige Originalpartitur zu La Bayadère erklang immerhin 2018 in Ratmanskys Rekonstruktion des Balletts für die Staatsoper Berlin.
Angesichts einer solchen Situation – die z. B. bei Tschaikowskis viel bekannteren Ballettmusiken niemand akzeptabel fände – erscheint eine gerechte Einordnung und Wertung von Minkus’ musikalischem Schaffen grundsätzlich relativ schwierig.
Minkus’ Werke sind ein Bindeglied zwischen den frühen romantischen Ballettkomponisten, besonders dem in Russland wirkenden Cesare Pugni, und den späteren russischen Balletten, vor allem von Tschaikowski und Riccardo Drigo. Seine Ballett-Partituren sollten nicht zu sehr mit denen seiner jüngeren und in Orchestrierung und Harmonik oft bereits vom raffinierten französischen Impressionismus angehauchten Zeitgenossen Delibes (v. a. in Coppélia und Sylvia) und Tschaikowski (v. a. in Nussknacker und Dornröschen) verglichen werden.
Minkus war der Schöpfer melodisch und rhythmisch sehr ansprechender Musik. Er war kein Symphoniker, sondern ein reiner Ballettkomponist. Zu seinen musikalischen Vorbildern gehören außer der duftigen und durchsichtigen Musik Pugnis besonders italienische Opernkomponisten wie Bellini und Verdi. In diesem Kontext ist seine starke Betonung der Melodik bei relativ sparsamer und rhythmisch betonter Begleitung zu verstehen. Dabei hatte Minkus einen eigenen Stil, dessen Stärke in sehr ausdrucksvollen, wohlgeformten Melodien von oft großer Schönheit liegt; besonders im melancholischen und elegischen Bereich (La Source, La Bayadère, Prolog von Don Quixote) und in der eher beschreibenden Musik für pantomimische Szenen (Pas d’action) ist er sehr überzeugend. Minkus’ Musik lebt von einem emotionalen Reichtum, der den Tänzern Gelegenheit zur individuellen Ausgestaltung gibt. Man findet bei ihm Tänze, die in ihrer Grazie und Anmut unüberbietbar und optimal für das Ballett sind. Im extravertierten Bereich, namentlich in Don Quixote und Paquita, gelang ihm mitreißende und eingängige Tanzmusik, dabei klingt er zuweilen etwas nach französischer Operette und kann bei zu langsamen Tempi (z. B. aus Rücksicht auf einen Tänzer) plump wirken. Seine Musik ist auch durchaus russisch gefärbt, wogegen man Einflüsse der Wiener Tanzmusik, z. B. von Johann Strauss Sohn, bei Minkus vergeblich sucht.

## Werke

### Ballette
- L′Union de Thétis et Pélée, Ballett-Einakter (1857), für das Privattheater im Jussupow-Palast, Sankt Petersburg
- Deux jours en Venise, Ballett-Einakter (1862); kaiserliches Bolschoi-Theater, Moskau
- La Flamme d′amour, ou La Salamandre, Ballett in 3 Akten (1863, Choreografie von Arthur Saint-Léon); kaiserliches Bolschoi-Theater, Moskau
  - Fiammetta, or L’amour de Diable, 2. revidierte Fassung von La Flamme d′amour (1864); Bolshoi-Kamenny-Theater, Sankt Petersburg
  - Néméa, ou L′Amour vengé, auf 2 Akte reduzierte Fassung von Fiammetta, ou L′amour du Diable (1864); Théâtre Impérial de l’Opéra, Paris
- La Source (Die Quelle) (nur Akt 1 und Akt 3,2), zusammen mit Léo Delibes (1866, Choreografie von Arthur Saint-Léon); Théâtre Impérial de l’Opéra, Paris
  - Le Lys (Die Lilie), Ballett in 3 Akten, Revision von La Source (1869); Bolshoi-Kamenny-Theater, Sankt Petersburg
- Le Poisson d’or, Ballett-Einakter (1866, Choreografie von Arthur Saint-Léon), Amphitheater der Olga Insel, Schloss Peterhof, Sankt Petersburg
  - Le Poisson d’or, Ballet fantastique, erweiterte Fassung in 4 Akten (1867)
- Don Quixote, Grand Ballet, 1. Fassung in 4 Akten (1869, Choreografie von Marius Petipa); kaiserliches Bolschoi-Theater, Moskau
  - Don Quixote, 2. erweiterte Fassung in 5 Akten (1871); Bolshoi-Kamenny-Theater, Sankt Petersburg
- La Camargo, Grand Ballet in 3 Akten (1872, Choreografie von Marius Petipa); Bolshoi-Kamenny-Theater, Sankt Petersburg
- Les Brigands, Grand Ballet in 2 Akten (1875, Choreografie von Marius Petipa)
- Les Aventures de Pélée, Ballett in 3 Akten (1876, Choreografie von Marius Petipa); Bolshoi-Kamenny-Theater, Sankt Petersburg
- La Bayadère, Grand Ballet in 4 Akten (1877, Choreografie von Marius Petipa); Bolshoi-Kamenny-Theater, Sankt Petersburg
- Roxana, die Schöne von Montenegro, Ballet fantastique in 4 Akten (1878, Choreografie von Marius Petipa); Bolshoi-Kamenny-Theater, Sankt Petersburg
- Die Schneetochter, Ballet fantastique in 3 Akten (1879, Choreografie von Marius Petipa); Bolshoi-Kamenny-Theater, Sankt Petersburg
- Mlada, Ballet fantastique in 4 Akten (1879, Choreografie von Marius Petipa); Bolshoi-Kamenny-Theater, Sankt Petersburg
- Soraya, die Maurin in Spanien, Grand Ballet in 4 Akten (1881, Choreografie von Marius Petipa); Bolshoi-Kamenny-Theater, Sankt Petersburg
- Nuit et Jour (Nacht und Tag, Choreografie von Marius Petipa), Ballet fantastique in 1 Akt (1883); kaiserliches Bolschoi-Theater, Moskau
- Les Pilules magiques (Die Zauberpillen, Choreografie von Marius Petipa), Ballet-féerie in 3 Akten (1886); Mariinski-Theater, Sankt Petersburg
- L’Offrandes à l’Amour, Grand Ballet in 1 Akt (1886, Choreografie von Marius Petipa); Theater von Schloss Peterhof, Sankt Petersburg
- Kalkabrino, Ballet fantastique (Pasticcio ?) in 3 Akten (1891, Choreografie von Marius Petipa); Mariinski-Theater, Sankt Petersburg

### Einlagen für Ballette anderer Komponisten
- Entr’acte für Solo-Violine (1862), in: „Orfa“ (von Adolphe Adam)
- Pas de deux for Ekaterina Vazem (1875), in: Satanella (von Napoléon Henri Rober und François Benoist, 1840)
- Grand Pas Classique für Eugenia Sokolova (1877), in: Die Perle von Sevilla (von Santos Pinto)
- Variation für Eugenia Sokolova (1879), in: Trilby (von Yuli Gerber, 1870)
- Mazurka des enfants, Grand Pas Classique und Arrangement eines Pas de trois (1881), in: Paquita (von Édouard Deldevez, 1846)
- Pas de deux für Maria Gorschenkowa, in: Giselle (von Adolphe Adam, 1841)
- Variation für Virginia Zucchi, in: La Fille mal gardée (von Peter Ludwig Hertel, 1864)

### Arrangement
- Frizak der Barbier (1879), Ballettmusik arrangiert aus Arien von Giacomo Meyerbeer, Giuseppe Verdi, Vincenzo Bellini und Gioachino Rossini

### Revisionen von Partituren anderer Komponisten
- Le Papillon (1874), von Jacques Offenbach (1860)
- Ein Sommernachtstraum (1876), von Felix Mendelssohn Bartholdy (1842)
- La Fille du Danube (1880), von Adolphe Adam (1836)
- Pâquerette (1882), von François Benoist (1851)
- Le Diable à quatre, ou La femme capricieuse (1885), von Adolphe Adam (1845)

## Auszeichnungen
- Verleihung des russischen Sankt-Stanislaus-Ordens 1883 durch Zar Alexander III.